# Dunărea Mică (Slovacia)
Dunărea Mică, cunoscută și sub numele de Canalul Dunării (în slovacă Malý Dunaj), este un râu din vestul Slovaciei, fiind considerat unul dintre brațele Dunării. Râul are o lungime de 128 de kilometri și este alimentat de mai mulți afluenți, printre care și Cierna Woda. Debitul mediu anual al râului este reglementat prin intermediul ecluzelor și este de 19,3 m³/sec în Bratislava, în timp ce în cursul inferior ajunge la 27,8 m³/sec.
Dunărea Mică se desprinde din Dunăre la Bratislava și curge spre nord, paralel cu Dunărea, până când se varsă în afluentul stâng al Dunării, Váh. Împreună, aceste două râuri formează cea mai mare insulă fluvială din Europa, cunoscută sub numele de Žitný ostrov. La confluența dintre Dunărea Mică și Váh se află orașul Kolárovo, care a fost cunoscut anterior sub numele de Guta.
Dunărea Mică este o destinație populară pentru sporturile de apă, cum ar fi raftingul, în special printre locuitorii din Bratislava. Acest râu este potrivit pentru raftingul pentru începători și familii cu copii, datorită curentului scăzut și nivelului constant al apei. De asemenea, pe parcursul râului se pot observa patru mori de apă istorice, care au fost păstrate ca monumente ale istoriei locale.

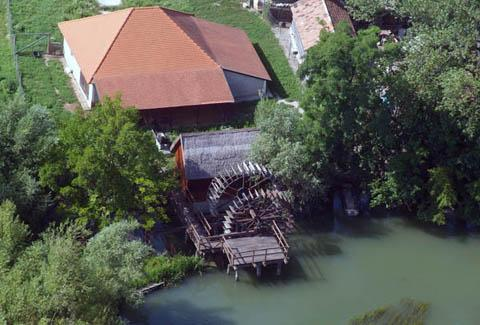
Moara de apă din satul Jagodna

În plus, Dunărea Mică este cunoscută și pentru importanța sa istorică și culturală, fiind locul unde s-au dezvoltat primele așezări umane din zonă. În prezent, râul continuă să joace un rol important în economia locală, contribuind la dezvoltarea sectorului agricol și turistic din regiune. De asemenea, râul este o sursă importantă de resurse naturale, inclusiv de apă dulce, pe care oamenii o folosesc pentru a satisface nevoile lor cotidiene.